# Jeffrey Nelson
Pour les articles homonymes, voir Jeff Nelson et Nelson.
Jeffrey A. C. Nelson (né le 18 décembre 1972 à Prince Albert, dans la province de la Saskatchewan au Canada) est un joueur de hockey sur glace. Il évoluait au poste de centre. Il est le frère de Todd Nelson.

## Biographie

### Carrière junior
Jeffrey Nelson va disputer sa carrière junior au sein des Raiders de Prince Albert, sa ville natale, de 1988 à 1992. Il va remporter deux fois le trophée Daryl-K.-(Doc)-Seaman remis au meilleur joueur étudiant de la LHOu  et deux fois le trophée du meilleur Étudiant de la saison de la LCH  lors des saisons 1988-1989 et 1989-1990.
Durant les saisons 1990-1991 et 1991-1992, il est sélectionné sur la deuxième équipe d’étoiles de la LHOu. Il détient aussi le record de la LHOu pour la plus longue séquence de points par match consécutifs en une saison avec une série de 56 matchs lors de la saison 1990-1991.
En 1991-1992, il représente le Canada au Championnat du monde junior de hockey sur glace se déroulant à Füssen en Allemagne ,.

### Carrière professionnelle
Lors du Repêchage d'entrée dans la Ligue nationale de hockey en 1991 se déroulant à Buffalo, il est choisi en 36e position lors de la 2e ronde par les Capitals de Washington.
Il commence sa carrière professionnelle au sein du club école des Capitals, les Skipjacks de Baltimore en Ligue américaine de hockey, lors de la saison 1992-1993.  La saison suivante, la fhranchise déménage à Portland et se nomme les Pirates de Portland. Il remporte avec eux la Coupe Calder en 1993-1994. La saison suivante, il est nommé joueur de la semaine en LAH lors de la semaine se déroulant entre le 23 octobre 1994 et le 29 octobre 1994. Il participe également au match des étoiles de la LAH et obtient un essai de 10 match avec les Capitals. La saison 1995-1996, il va faire la navette entre les Capitals et les Pirates, disputant 39 matchs en LAH et 33 en LNH. Il prend part aussi au match des étoiles de la LAH.
La saison suivante, il s’entend avec les Griffins de Grand Rapids, équipe évoluant dans la Ligue internationale de hockey|.
A l’aube de la saison 1997-1998, il signe un contrat avec les Predators de Nashville. Il va principalement évoluer pour le club école, les Admirals de Milwaukee en LIH, dont il est le capitaine.
En juin 1999, les Predators vont l’échanger aux Capitals. Il évolue durant deux saisons avec les Pirates en LAH.
En Juillet 2001, il tente de franchir une expérience en Europe, en acceptant un contrat avec les Schwenninger Wild Wings et évolue dans le Championnat d'Allemagne de hockey sur glace.
Pour la saison 2002-2003, il signe un contrat avec les Sharks de San José, mais ne parvient à nouveau pas à se faire une place en LNH et évolue l’entier de la saison pour les Barons de Cleveland en LAH.
En août 2003, il s’engage avec le Fury de Muskegon, un club de l’United Hockey League qu’entraîne son frère, Todd. Après 10 matchs, le club affilié, les Griffins de Grand Rapids décide de le rapporter à la LAH pour le restant de la saison 2003-2004. Lors de la saison 2004-2005, il remporte la Coupe Coloniale avec le Fury de Muskegon. La saison suivante, il est le meilleur passeur de l’UHL et remporte le classement par points. Il est nommé Joueur par excellence (MVP) de la saison et est logiquement sélectionné sur la première équipe d’étoiles de l’UHL.
Pour la saison 2006-2007, il s’engage avec le HC Bolzano et découvre le Championnat d'Italie de hockey sur glace. Il remporte avec eux la Coupe d'Italie de hockey sur glace.
En 2007-2008, il revient disputer quelques rencontres avec le Fury, qui après la fin des activités de l’UHL évolue dans la Ligue internationale de hockey.
Lors de la saison suivante, il découvre un nouveau championnat, la Ligue centrale de hockey. Il joue pour les RiverKings du Mississippi.
Après une année sabbatique, Il dispute encore une dernière saison pour les IceMen d'Evansville en 2010-2011, il s’agit de la franchise du Fury de Muskegon qui a déménagé. Il en est même nommé capitaine. 
Le 9 juin 2011, après une carrière longue de 18 ans, Jeff annonce sa retraite.

## Statistiques
| Saison     | Équipe                    | Ligue      |    | Saison régulière | Saison régulière | Saison régulière | Saison régulière | Saison régulière |    | Séries éliminatoires | Séries éliminatoires | Séries éliminatoires | Séries éliminatoires | Séries éliminatoires |
| Saison     | Équipe                    | Ligue      | PJ | B                | A                | Pts              | Pun              | PJ               | B  | A                    | Pts                  | Pun                  |                      |                      |
| 1988-1989  | Raiders de Prince Albert  | LHOu       | 71 | 30               | 57               | 87               | 74               | 4                | 0  | 3                    | 3                    | 4                    |                      |                      |
| 1989-1990  | Raiders de Prince Albert  | LHOu       | 72 | 28               | 69               | 97               | 79               | 14               | 2  | 11                   | 13                   | 10                   |                      |                      |
| 1990-1991  | Raiders de Prince Albert  | LHOu       | 72 | 46               | 74               | 120              | 58               | 3                | 1  | 1                    | 2                    | 4                    |                      |                      |
| 1991-1992  | Raiders de Prince Albert  | LHOu       | 64 | 48               | 65               | 113              | 84               | 9                | 7  | 14                   | 21                   | 18                   |                      |                      |
| 1991-1992  | Canada m20                | CMJH       | 7  | 1                | 1                | 2                | 2                | -                | -  | -                    | -                    | -                    |                      |                      |
| 1992-1993  | Skipjacks de Baltimore    | LAH        | 72 | 14               | 38               | 52               | 12               | 7                | 1  | 3                    | 4                    | 2                    |                      |                      |
| 1993-1994  | Pirates de Portland       | LAH        | 80 | 34               | 73               | 107              | 92               | 17               | 10 | 5                    | 15                   | 20                   |                      |                      |
| 1994-1995  | Capitals de Washington    | LNH        | 10 | 1                | 0                | 1                | 2                |                  |    |                      |                      |                      |                      |                      |
| 1994-1995  | Pirates de Portland       | LAH        | 64 | 33               | 50               | 83               | 57               | 7                | 1  | 4                    | 5                    | 8                    |                      |                      |
| 1995-1996  | Capitals de Washington    | LNH        | 33 | 0                | 7                | 7                | 16               | 3                | 0  | 0                    | 0                    | 4                    |                      |                      |
| 1995-1996  | Pirates de Portland       | LAH        | 39 | 15               | 32               | 47               | 62               |                  |    |                      |                      |                      |                      |                      |
| 1996-1997  | Griffins de Grand Rapids  | LIH        | 82 | 34               | 55               | 89               | 85               | 5                | 0  | 4                    | 4                    | 4                    |                      |                      |
| 1997-1998  | Admirals de Milwaukee     | LIH        | 52 | 20               | 34               | 54               | 30               | 10               | 2  | 7                    | 9                    | 15                   |                      |                      |
| 1998-1999  | Predators de Nashville    | LNH        | 9  | 2                | 1                | 3                | 2                |                  |    |                      |                      |                      |                      |                      |
| 1998-1999  | Admirals de Milwaukee     | LIH        | 70 | 20               | 31               | 51               | 66               | 2                | 0  | 0                    | 0                    | 0                    |                      |                      |
| 1999-2000  | Pirates de Portland       | LAH        | 73 | 24               | 30               | 54               | 38               | 1                | 0  | 0                    | 0                    | 0                    |                      |                      |
| 2000-2001  | Pirates de Portland       | LAH        | 80 | 18               | 37               | 55               | 63               | 3                | 0  | 2                    | 2                    | 6                    |                      |                      |
| 2001-2002  | Schwenninger Wild Wings   | DEL        | 60 | 13               | 14               | 27               | 60               | 7                | 1  | 3                    | 4                    | 26                   |                      |                      |
| 2002-2003  | Barons de Cleveland       | LAH        | 80 | 12               | 48               | 60               | 26               |                  |    |                      |                      |                      |                      |                      |
| 2003-2004  | Fury de Muskegon          | UHL        | 10 | 7                | 14               | 21               | 6                |                  |    |                      |                      |                      |                      |                      |
| 2003-2004  | Griffins de Grand Rapids  | LAH        | 64 | 14               | 30               | 44               | 43               | 4                | 1  | 0                    | 1                    | 4                    |                      |                      |
| 2004-2005  | Fury de Muskegon          | UHL        | 78 | 23               | 71               | 94               | 65               | 17               | 4  | 13                   | 17                   | 16                   |                      |                      |
| 2005-2006  | Fury de Muskegon          | UHL        | 71 | 33               | 83               | 116              | 108              | 12               | 2  | 8                    | 10                   | 16                   |                      |                      |
| 2005-2006  | Griffins de Grand Rapids  | LAH        | 2  | 1                | 2                | 3                | 6                |                  |    |                      |                      |                      |                      |                      |
| 2006-2007  | HC Bolzano                | Serie A    | 32 | 14               | 30               | 44               | 20               | 5                | 1  | 2                    | 3                    | 4                    |                      |                      |
| 2007-2008  | Fury de Muskegon          | LIH        | 7  | 0                | 4                | 4                | 8                | 6                | 5  | 2                    | 7                    | 0                    |                      |                      |
| 2008-2009  | RiverKings du Mississippi | LCH        | 55 | 19               | 39               | 58               | 58               | 12               | 2  | 11                   | 13                   | 14                   |                      |                      |
| 2010-2011  | IceMen d'Evansville       | LCH        | 62 | 15               | 27               | 42               | 34               |                  |    |                      |                      |                      |                      |                      |
| Totaux LNH | Totaux LNH                | Totaux LNH | 52 | 3                | 8                | 11               | 20               | 3                | 0  | 0                    | 0                    | 4                    |                      |                      |

## Transactions
Le 9 septembre 1996, il signe un contrat avec les Griffins de Grand Rapids.
Le 19 août 1998, il signe un contrat avec les Predators de Nashville.
Le 21 juin 1999, il est échangé par les Predators aux Capitals de Washington. En retour Les Predators acquièrent une somme d’argent.
Le 17 juillet 2001, il signe un contrat avec les Schwenninger Wild Wings.
Le 5 septembre 2002, il signe un contrat avec les Sharks de San José, mais se rapporte directement à leur club école, les Barons de Cleveland .
Le 21 août 2003, il signe un contrat avec le Fury de Muskegon .
Le 28 octobre 2003, les Griffins de Grand Rapids, club affilié au Fury, lui offre un contrat pour jouer en LAH.
Le 16 août 2008, il signe un contrat avec le RiverKings du Mississippi.
Le 21 septembre 2010, il signe un contrat avec le IceMen d'Evansville.

## Récompenses
- 1988-1989 : vainqueur du trophée Daryl-K.-(Doc)-Seaman remis au meilleur joueur étudiant de la LHOu[1].
- 1988-1989 : meilleur Étudiant de la saison de la LCH[2].
- 1989-1990 : vainqueur du trophée Daryl-K.-(Doc)-Seaman remis au meilleur joueur étudiant de la LHOu[1].
- 1989-1990 : meilleur Étudiant de la saison de la LCH[2].
- 1990-1991 : sélectionné dans la deuxième équipe d’étoiles de la LHOu[3].
- 1991-1992 : sélectionné dans la deuxième équipe d’étoiles de la LHOu[3].
- 1993-1994 : vainqueur de la Coupe Calder avec les Pirates de Portland, remis aux vainqueurs de la LAH[8].
- 1993-1994 : vainqueur du trophée Richard-F.-Canning avec les Pirates de Portland, remis aux vainqueurs de la division Nord de la LAH[8].
- 1994-1995 : participation au match des étoiles de la LAH[10].
- 1994-1995 : joueur de la semaine du 23 octobre 1994 au 29 octobre 1994[9].
- 1995-1996 : participation au match des étoiles de la LAH[10].
- 2004-2005 : vainqueur de la Coupe Coloniale avec le Fury de Muskegon, remise aux vainqueurs de l’UHL[13].
- 2005-2006 : sélectionné sur la première équipe d’étoiles de l’UHL[17].
- 2005-2006 : vainqueur du classement des aides en saison régulière de l’UHL[14].
- 2005-2006 : vainqueur du classement par points en saison régulière de l’UHL[15].
- 2005-2006 : joueur par excellence (MVP) de la saison en UHL[16].
- 2006-2007 : vainqueur de la Coupe d'Italie de hockey sur glace avec le HC Bolzano[18]